# Platteville, Wisconsin
Platteville là một thành phố thuộc quận Grant, tiểu bang Wisconsin, Hoa Kỳ. Năm 2000, dân số của thành phố này là 9989 người.